# Southport (Indiana)
Southport és una població dels Estats Units a l'estat d'Indiana. Segons el cens del 2000 tenia 1.852 habitants.

## Demografia
Segons el cens del 2000, Southport tenia 1.852 habitants, 733 habitatges, i 521 famílies. La densitat de població era de 1.117,3 habitants/km².
Dels 733 habitatges en un 32,3% hi vivien nens de menys de 18 anys, en un 56,9% hi vivien parelles casades, en un 10,2% dones solteres, i en un 28,8% no eren unitats familiars. En el 23,9% dels habitatges hi vivien persones soles el 8% de les quals corresponia a persones de 65 anys o més que vivien soles. El nombre mitjà de persones vivint en cada habitatge era de 2,53 i el nombre mitjà de persones que vivien en cada família era de 2,97.
Per edats la població es repartia de la següent manera: un 24,4% tenia menys de 18 anys, un 7,4% entre 18 i 24, un 29,8% entre 25 i 44, un 26% de 45 a 60 i un 12,4% 65 anys o més.
L'edat mediana era de 39 anys. Per cada 100 dones de 18 o més anys hi havia 94,7 homes.
La renda mediana per habitatge era de 56.719$ i la renda mediana per família de 59.926$. Els homes tenien una renda mediana de 48.295$ mentre que les dones 28.125$. La renda per capita de la població era de 24.374$. Entorn del 4,3% de les famílies i el 6,2% de la població estaven per davall del llindar de pobresa.

## Poblacions més properes
El següent diagrama mostra les poblacions més properes.